# Bezirk Łopatyn
Bezirk Łopatyn – dawny powiat (Bezirk) kraju koronnego Królestwo Galicji i Lodomerii, funkcjonujący w latach 1854–1867. Siedzibą starostwa było miasto Łopatyn.

## Historia
Bezirk Łopatyn utworzono w ramach reformy uwłaszczeniowej z okresu Wiosny Ludów (1848–1849), która likwidowała jurysdykcję właściciela ziemskiego nad poddanymi. W Galicji, dominium – jako podstawowa jednostka administracyjna i filar systemu feudalnego straciło rację bytu. Konieczne stało się zatem wprowadzenie nowego systemu administracyjnego, którego zręby powstały w latach 1851–1855. Nowy trójstopniowy podział administracyjny objął 21 cyrkułów (niem. Kreise), 179 małych powiatów (niem. Bezirke) i ponad 6000 gmin (niem. Gemeinde).
Bezirk Łopatyn objął obszar o wielkości 8,8 mil², zamieszkany przez 18.693 ludzi i podzielony na 28 gmin katastralnych, w tym jedno miasto (Łopatyn) i trzy miasteczka (Stanisławczyk, Szczurowice i Toporów). Wszedł w skład cyrkułu złoczowskiego, jako jeden z jego dziesięciu powiatów. Na północy graniczył z Imperium Rosyjskim.
Po nadaniu Galicji autonomii oraz powołaniu samorządu gminnego i powiatowego w 1865 zlikwidowano cyrkuły (Kreise). Dotychczasowe małe powiaty (Bezirke) w liczbie 179, utrzymały się do 1867 roku, kiedy to w następstwie kolejnej reformy administracyjnej (23 stycznia 1867) zostały zastąpione przez 74 większych powiatów. Obszar zniesionego Bezirk Łopatyn wszedł wtedy prawie w całości w skład nowego powiatu brodzkiego oprócz gmin Kulików i Niemiłów, które weszły w skład nowego powiatu kamioneckiego. 1 stycznia 1903 dokonano małej zmiany granic powiatów brodzkiego i złoczowskiego. 1 stycznia 1912 wszystkie gminy należące dawniej do Bezirk Łopatyn weszły w skład nowo utworzonego powiatu radziechowskiego.

## Podział administracyjny (1854)
| Lp. | Gmina jednostkowa               | Powierzchnia | Ludność | Powiat w 1867 po zniesieniu |
| --- | ------------------------------- | ------------ | ------- | --------------------------- |
| 1   | Łopatyn (M)                     | 5907         | 1483    | brodzki                     |
| 2   | Mikołajów                       | 4726         | 885     | brodzki                     |
| 3   | Sterkowce z Adamówką            | 4726         | 207     | brodzki                     |
| 4   | Chmielno                        | 2365         | 588     | brodzki                     |
| 5   | Kulików                         | 1861         | 324     | kamionecki                  |
| 6   | Hrycowola                       | 4203         | 328     | brodzki                     |
| 7   | Podmanastyrek                   | 4203         | 139     | brodzki                     |
| 8   | Laszków z Nowostawcami          | 3771         | 881     | brodzki                     |
| 9   | Niemiłów                        | 4181         | 449     | kamionecki                  |
| 10  | Szczurowice (m)                 | 3106         | 989     | brodzki                     |
| 11  | Zawidcze                        | 2257         | 567     | brodzki                     |
| 12  | Batyjów                         | 659          | 268     | brodzki                     |
| 13  | Baryłów                         | 2652         | 417     | brodzki                     |
| 14  | Stanisławczyk (m) z Bordulakami | 5462         | 1686    | brodzki                     |
| 15  | Ruda                            | 5067         | 587     | brodzki                     |
| 16  | Monastyrek                      | 2982         | 394     | brodzki                     |
| 17  | Strzemilcze                     | 1683         | 742     | brodzki                     |
| 18  | Smarzów                         | 4127         | 679     | brodzki                     |
| 19  | Romanówka                       | 4127         | 186     | brodzki                     |
| 20  | Uwin                            | 2689         | 452     | brodzki                     |
| 21  | Kustyn                          | 2096         | 447     | brodzki                     |
| 22  | Rudenko Ruskie                  | 1200         | 122     | brodzki                     |
| 23  | Rudenko Lackie                  | 1200         | 203     | brodzki                     |
| 24  | Toporów (m)                     | 4150         | 2487    | brodzki                     |
| 25  | Stołpin z Kasztelanem           | 3082         | 677     | brodzki                     |
| 26  | Trójca z Łętkowem               | 4635         | 606     | brodzki                     |
| 27  | Turze z Huciskiem Turzańskim    | 9442         | 1902    | brodzki                     |
| 28  | Baczka z Bajmakami              | 9442         | 1902    | brodzki                     |

Objaśnienie:
(M) = miasto; (m) = miasteczko